# Weaponeering
Weaponeering ist ein Verfahren, mit dem bei der Planung militärischer Operationen ermittelt wird, mit welchem Kräfteansatz und mit welchen letalen oder nicht-letalen Wirkmitteln ein bestimmtes Ziel bekämpft werden sollte, um ein vorgegebenes Ergebnis bestmöglich und mit den geringsten Nebenwirkungen zu erreichen. Weaponeering ist ein Kofferwort aus den englischen Begriffen Weapon (deutsch Waffe) und Engineering (deutsch Technik). Weaponeering hat keinerlei Bezug zur Entwicklung oder dem Bau von Waffen.

## Beschreibung
Im Rahmen des Planungsprozesses für militärische Operationen werden Listen möglicher Ziele erstellt. Daraus werden diejenigen ausgewählt, die in der aktuellen Phase einer Operation mit Priorität zu bekämpfen sind. Im weiteren Verlauf der Planung wird beim Weaponeering für jedes Ziel, bzw. jeden Zielkomplex der optimale Waffenmix und der optimale  Kräfteansatz ermittelt. Dabei werden die Verwundbarkeit des Ziels betrachtet sowie Waffenwirkung, Genauigkeit und Zuverlässigkeit von Waffen und Trägersystemen sowie der vorgegebenen Grad der Zerstörung oder Lähmung berücksichtigt. Gleichzeitig wird der zu erwartende Kollateralschaden ermittelt.
Die Ergebnisse des Weaponeerings fließen in die Befehlsgebung ein. Beispielsweise werden auf dieser Grundlage die Anzahl der Flugzeuge, die Waffenbeladung sowie weitere bei der nachfolgenden Feinplanung zu berücksichtigende Faktoren in der Air Tasking Order befohlen.
Weaponeering ist fester Bestandteil des Planungszyklus für Luftoperationen, jedoch nicht ausschließlich auf den Luftkrieg beschränkt.
Beim Weaponeering werden keine Voraussagen über konkret zu erwartende Ergebnisse getroffen, sondern Wahrscheinlichkeiten ermittelt.
Wesentliches Werkzeug beim Weaponeering sind Tabellenwerke und Softwarewerkzeuge, die auf statistischen Untersuchungen basieren. Das bekannteste Werkzeug ist das nicht frei verfügbare US-amerikanische Joint Munitions Effectiveness Manual (JMEM).